# 比约纳菲尤伦
比约纳菲尤伦（挪威語：Bjørnafjorden）是挪威韦斯特兰郡的市镇，行政中心为奥绥罗。市镇面积为517.40平方公里，2023年时人口数量为25,596人。
该市镇成立于2020年1月1日，由原乌斯和菲薩两市镇合并而成。市镇得名于挪威语中同名的比约纳峡湾。该词前半部意为“熊”，后半部为“峡湾”单词的定指形式。